# Hartmut Bartmuß

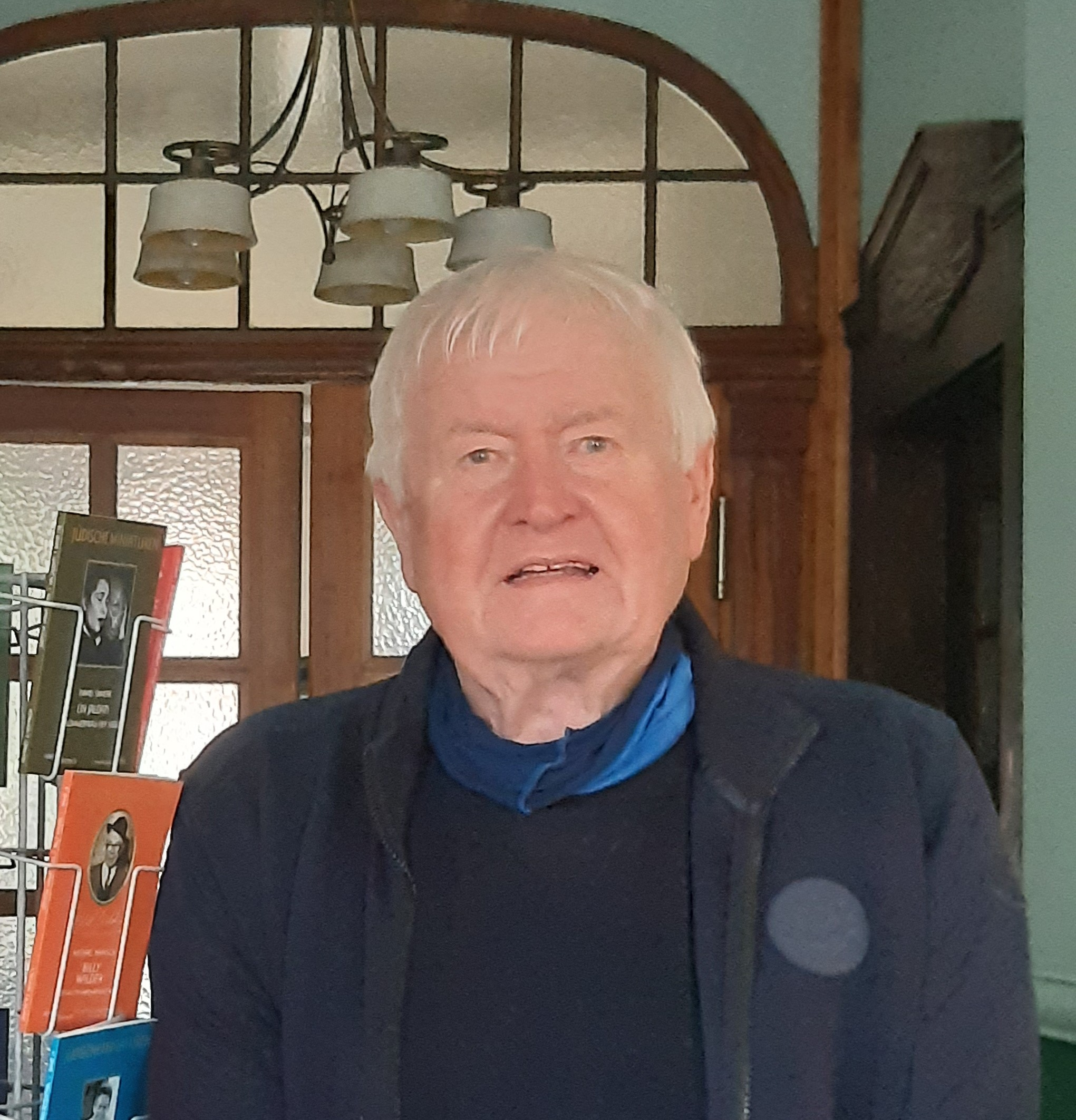
Hartmut Bartmuß (2023)

Kurt Paul Hartmut Bartmuß (* 1944 in Zwickau) ist ein deutscher evangelisch-lutherischer Pfarrer und Autor. Er lebt im Ruhestand in Bielefeld.

## Leben
Hartmut Bartmuß wuchs in der Sowjetischen Besatzungszone bzw. der DDR auf und war seit 1958 Vollwaise. Er machte von 1959 bis 1962 eine Lehre als Hochseefischer und wurde dann Soldat auf einem Raketenschnellboot der Volksmarine. Er ließ sich 1966 in Uniform in der Paulus-Kapelle Dranske konfirmieren. Seine intensiver werdenden Kontakte zur evangelischen Kirche brachten ihm Konflikte mit staatlichen Stellen ein. Er erhielt ein Parteiverfahren und wurde von der Mitgliederliste der SED gestrichen.
Von 1967 bis 1972 studierte er Evangelische Theologie an der Karl-Marx-Universität Leipzig. Anschließend arbeitete er als landeskirchlicher Pfarrer, zuerst in der Evangelisch-Lutherischen Landeskirche Sachsens, ab 1979 in der Evangelischen Kirche in Berlin-Brandenburg. Am 6. Oktober 1982 konnte er in die Bundesrepublik ausreisen und wurde 1983 Pfarrer der Selbständigen Evangelisch-Lutherischen Kirche (SELK).
Ehrenamtlich arbeitete er über viele Jahre als Redaktionsmitglied der SELK-Kirchenzeitung Lutherische Kirche und als Autor für den SELK-Nachrichtendienst SELK INFORMATIONEN (SELK.Info) mit; aus der Mitarbeit in den SELK.Info ist das Buch „50 Jahre – 50 Köpfe“ entstanden. Er vertrat die SELK in der Leitungsarbeit der kirchlichen Präsenz auf der Weltausstellung Expo 2000 und arbeitete langjährig mit Mandat aus dem Bereich der SELK in der Arbeitsgemeinschaft Christlicher Kirchen in Niedersachsen mit. Bartmuß engagierte sich ehrenamtlich auf dem Segelschulschiff GREIF. Während seiner Zeit in Hermannsburg engagierte er sich in der Notfallseelsorge. Als Pfarrer war er in Burkersdorf (Erzgebirge), Hennigsdorf (bei Berlin) und nach seiner Übersiedlung aus der DDR in die BRD in Bielefeld, Hermannsburg und Wernigerode tätig.
Bartmuß war Alter Herr der Hannoverschen Burschenschaft Ghibellinia-Leipzig in der Deutschen Burschenschaft. 2008 trat er aus der Burschenschaft aus.
Er wirkte auf verschiedene Weise zusammen mit anderen an Positionierungen gegen rechtsextreme Politik und Lebensäußerungen.  Im Verlag Hentrich & Hentrich (Leipzig), einem Verlag für jüdische Kultur und Zeitgeschichte, veröffentlichte er mehrere Lebensbilder bedeutender jüdischer Männer.

## Veröffentlichungen
- Hugo Hirsch: Wer wird denn weinen …, Jüdische Miniaturen 122, Leipzig 2012, ISBN 978-3-942271-54-7
- Bernhard Dernburg: Kolonialpolitiker der Kaiserzeit, Jüdische Miniaturen 148, Leipzig 2014, ISBN 978-3-95565-034-6
- Joseph Bendix: Regierungsbaumeister, Ingenieur und Offizier in Deutsch-Südwestafrika, Jüdische Miniaturen 168, Leipzig 2015, ISBN 978-3-95565-094-0
- Alexander Lion: Arzt, Sanitätsoffizier, Pfadfinder, Jüdische Miniaturen 219, Leipzig 2017, ISBN 978-3-95565-233-3
- Emin Pascha: Schlesier, Mediziner, Forscher, Beamter auf drei Kontinenten, Leipzig 2022, ISBN 978-3-95565-449-8
- 50 Jahre – 50 Köpfe. Porträtskizzen aus dem Leben selbständiger evangelisch-lutherischer Kirchen, Oberurseler Hefte 59, Oberursel 2023, ISBN 978-3-921613-60-3
- Joseph Bendix. Briefe und Feldpostkarten aus Deutsch-Südwestafrika Oktober 1903 bis März 1904. Journal of Namibian Studies, 19 (2016): 109 - 122.
- Protest gegen Kirchensprengung – 423 Jahre nach Luthers letzter Predigt in Leipzig. In: Christen drüben. 1/1988, S. 13–17. ISSN 0931-0223. Zur Paulinerkirche (Leipzig)
- "So nimm denn meine Hände …" Pfarrer Brüsewitz und der schwere Entschluß aus dem Leben zu scheiden. In: Christen drüben. 3/1986, S. 13–15. ISSN 0931-0223